# Siete Altares

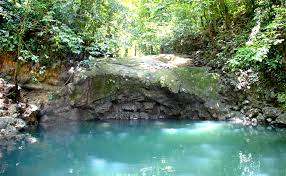
Una de las pozas de 7 altares.

Siete Altares es un área protegida que se encuentra en la región del Caribe. El lugar consta de siete pozas, las cuales desembocan en el mar Caribe cerca de Linvingston. Está rodeado de un bosque el cual esconde a la orilla del mar. Siete Altares es un sitio turístico declarado Patrimonio de la Humanidad el 18 de mayo de 2001.[cita requerida]

## Ubicación
El sitio está ubicado dentro de un área protegida en la selva tropical del municipio de Livingston, Izabal, en Guatemala, a pocos minutos de Playa Blanca. La única manera de llegar es por vía acuática.[cita requerida] Este lugar se ubica cerca del Río Quehueche localizado en Izabal. Sus coordenadas son latitud:15°50′35.84″, longitud:-88°46'12.15".

## Características
Es un lugar de clima fresco y tropical, de temperatura rodeando los 30 grados y el agua se encuentra con temperaturas de 2 a 25 grados. [cita requerida]